# Nemo lossini
Nemo lossini är en tvåvingeart som beskrevs av Mcalpine 1983. Nemo lossini ingår i släktet Nemo och familjen Neminidae. Inga underarter finns listade i Catalogue of Life.